# 伊萊亞斯·阿什莫爾
伊莱亚斯·阿什莫尔 FRS（1617年5月23日—1692年5月18日）是一名英格兰古董收藏家，皇家学会的创始成员之一，他的藏品形成了阿什莫林博物馆。

## 早年

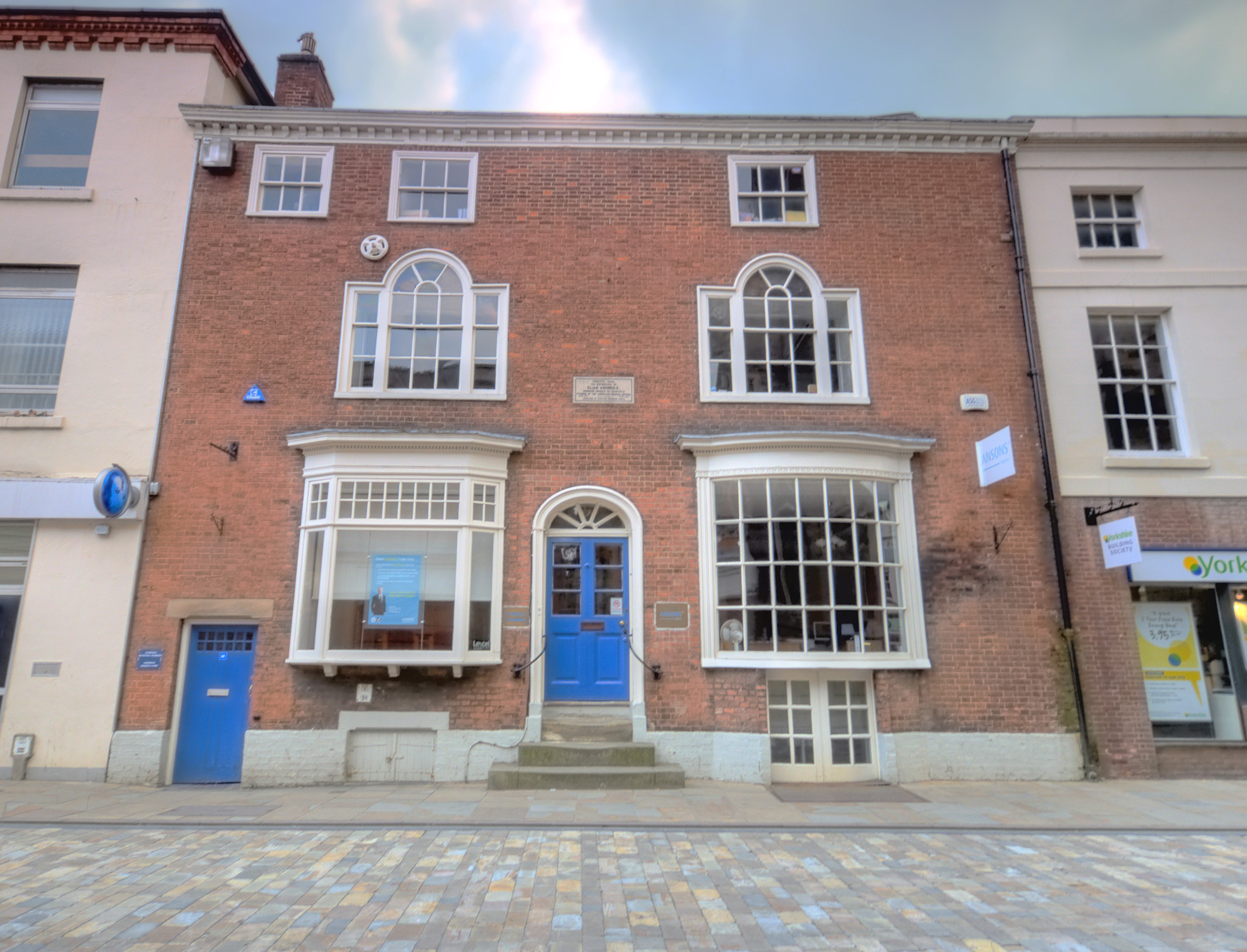
故居

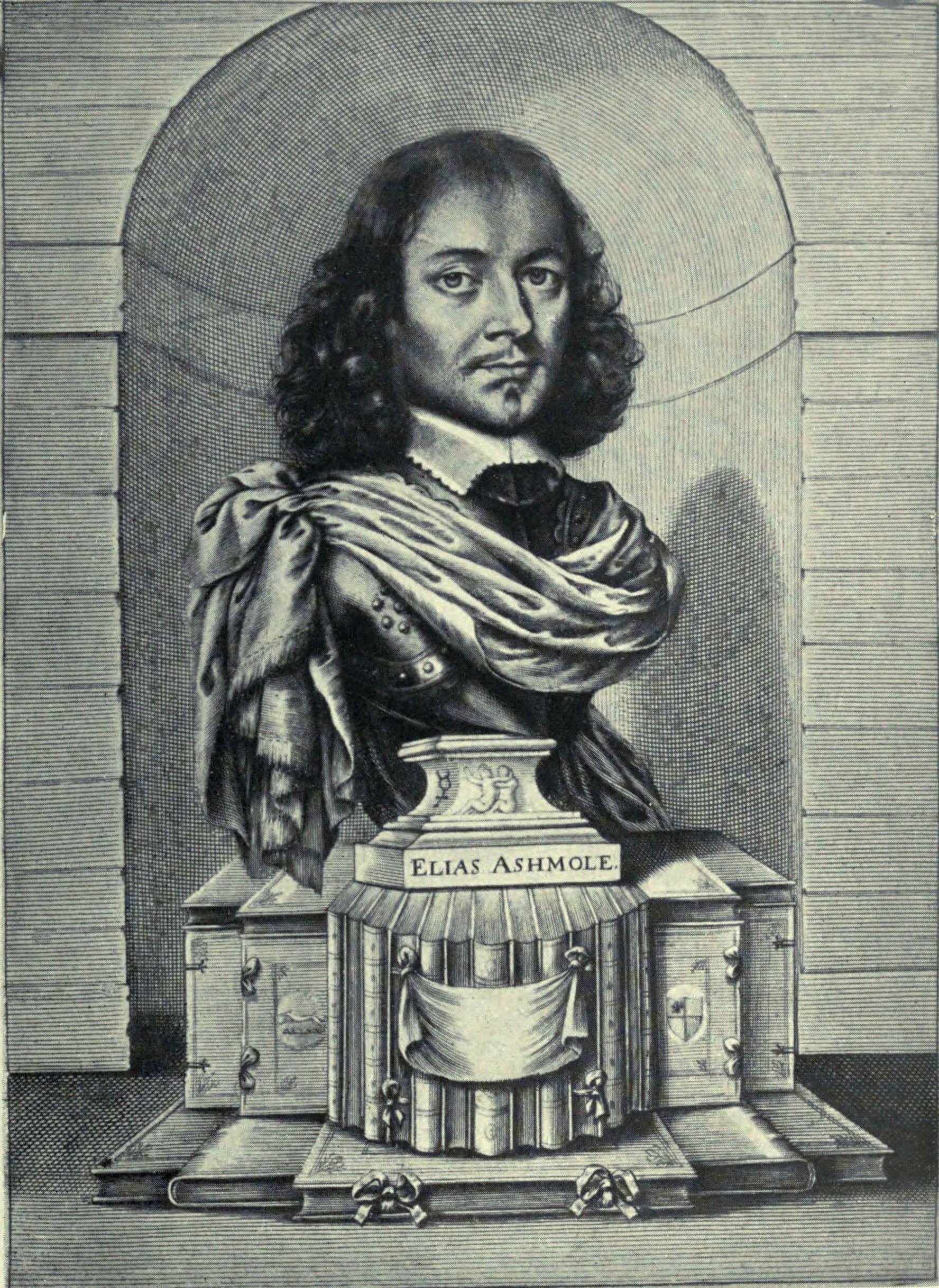
1656年像

伊莱亚斯·阿什莫尔出生于斯塔福德郡利奇菲尔德面包市场街一个显赫的世家。他曾在利奇菲尔德语法学校读书，之后进入利奇菲尔德大教堂担任唱诗班指挥。1633年，他移居伦敦, 并成为律师。
他在英格兰内战中是一位坚定地保皇党。1642年战争爆发后离开伦敦到岳父家、柴郡的斯莫尔伍德（Smallwood）村居住，直至1644年被任命为利奇菲尔德的税务官，之后又前往牛津的军队中工作。业余时间，他在牛津大学青铜鼻学院学习数学和物理。1645年他离开牛津，到伍斯特担任税务官。他曾获得上尉军衔，但似乎从来没有参加过战争。1646年他再次返回柴郡，期间成为一名共济会会员。

## 收藏家
1646年至1647年，阿什莫爾开始追求多位富有的寡妇。1649年，他和大他20岁的梅因沃林夫人（Lady Mainwaring）结婚。梅因沃林夫人的娘家不同意这门婚事，婚后二人感情也并不和谐。但这次婚姻使得阿什莫爾获得了梅因沃林夫人前夫在布拉德菲尔德的地产。
他在1650年结识植物学家、收藏家小约翰·特拉德斯坎特。1659年特拉德斯坎特因儿子早死而将藏品赠予阿什莫尔，但在特拉德斯坎特在1662年去世后，他的遗孀海丝特（Hester）对其遗嘱表示质疑，说她丈夫当时是喝醉了。这场纠纷后来在平衡法院解决，海丝特获得藏品，但仍需在死后交给阿什莫尔。阿什莫尔的经历导致一些学者认为他是一个投机者。

## 阿什莫林博物馆

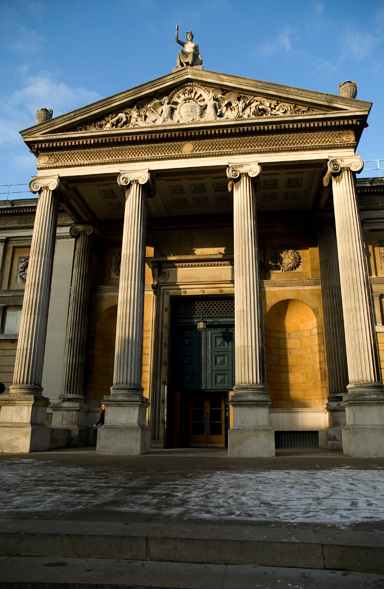
阿什莫林博物馆入口

1669年，阿什莫尔获得牛津大学医学博士学位。1677年，他把特拉德斯坎特和自己的藏品一起赠给牛津大学，条件是牛津大学要专门为这些藏品盖一栋楼，并对外开放。1678年，在特拉德斯坎特诉讼案依然悬而未决时，海丝特被人发现溺死于花园里的池塘中。1679年初，阿什莫尔接管特拉德斯坎特的产业。阿什莫林博物馆在1683年建成。据同时代的收藏家安东尼·伍德说，阿什莫尔共往博物馆运送了12车东西。本来藏品不止这些，但很大一部分阿什莫尔自己的藏品在1679年1月26日毁于中殿律师学院的一场大火。因此送给阿什莫林博物馆的藏品绝大多数都是原属于特拉德斯坎特的。
1680年代，阿什莫尔健康状况开始变差。他开始整理自己的日记，以期编成一部自传，但其实从未着笔。1692年5月18日，他在兰贝斯的家中去世，26日在兰柏宫的圣玛丽教堂下葬。他把自己剩下的藏品和藏书都送给了阿什莫林博物馆，不过现在其中有三分之二的藏书藏于波德林图书馆。